# Sabethes shannoni
Sabethes shannoni är en tvåvingeart som beskrevs av Nelson Leander Cerqueira 1961. Sabethes shannoni ingår i släktet Sabethes och familjen stickmyggor. Inga underarter finns listade i Catalogue of Life.